# Kuneš Sonntag
Kuneš Sonntag (též Kuneš Sonntág či Kunrát Sonntag; 19. února 1878 Lazce – 29. března 1931 Praha) byl československý agrární politik, národohospodář a účastník protirakouského odboje.

## Život

### Studium
Narodil se v Lazcích na Šumpersku na bývalé dědičné rychtě č.p. 4 do smíšené česko-německé rodiny. Vystudoval německé gymnázium v Uničově a Moravské Třebové, v letech 1893–1895 studoval vyšší mlynářskou školu v Dippoldiswalde (Sasko, Německo). Studoval na zemědělském institutu při univerzitě v Halle nad Sálou (Sasko-Anhaltsko, Německo)

### Rakousko-Uhersko
Původně byl členem České radikálně pokrokové strany, od roku 1904 působil v Moravské straně agrární. Za agrárníky byl v zemských volbách roku 1913 zvolen na Moravský zemský sněm za českou všeobecnou kurii, obvod Olomouc, Lipník, Šternberk atd. Poslancem zemského sněmu byl do roku 1918.

### První světová válka
Za první světové války působil v odboji, a to zejména díky svým kontaktům na slovenské politiky, kteří se orientovali na budoucí česko-slovenskou spolupráci. Udržoval těsné styky s Antonínem Švehlou, působil tedy jako prostředník.
Byl propagátorem agrárního družstevnictví, a to jak v zemědělské výrobě, tak při zpracování produktů (mlýny, pekárny). V letech 1916–1917 byl ředitelem Obilního ústavu na Moravě, od roku 1918 stál v čele Zemské hospodářské rady pro Moravu. Při vzniku Československé republiky zastával funkci místopředsedy Moravského národního výboru.

### První republika
V letech 1918–1920 zasedal v Revolučním národním shromáždění. V parlamentních volbách v roce 1920 získal poslanecké křeslo v Národním shromáždění. Na mandát ale rezignoval roku 1922. Jeho post pak jako náhradník zaujal Jakub Haupt. 
Zastával i četné vládní posty. V letech 1919–1920 působil v obou vládách rudozelené koalice (první vláda Vlastimila Tusara a druhá vláda Vlastimila Tusara), nejprve jako ministr financí, poté jako správce ministerstva výživy lidu, ministr průmyslu, obchodu a živností a správce ministerstva zemědělství.
V období 9. října 1919 – 25. května 1920 působil jako předseda bankovního výboru Bankovního úřadu při ministerstvu financí (předchůdce dnešní České národní banky).
Zastával jedno z vedoucích postavení v agrární straně, od roku 1922 až do své smrti v roce 1931 byl jejím místopředsedou. Podporoval koncepci Švehlovy státotvorné politiky.
Od roku 1922 byl prezidentem Anglo-československé banky. Měl významný podíl na založení Československé akademie zemědělské v roce 1924, na které též působil jako viceprezident. Působil také ve Střelicích, kde měl svůj statek a zasloužil se zde též o osvětovou činnost. Je pochován v Renotech, pozdější městské části Uničova.
Jeho syn JUDr. Kuneš Sonntag ml. (1919–2010) se během studia na gymnáziu v Litovli seznámil s Janem Opletalem. Po maturitě nastoupil v roce 1937 na Právnickou fakultu Univerzity Karlovy, kde se angažoval Ústředním svazu československého studenstva. Byl jedním z dvanácti osob zatčených během Opletalova pohřbu 15. listopadu 1939. Devět z nich bylo popraveno, ale Sonntag byl společně s dvěma dalšími uvězněn v koncentračním táboře Sachsenhausen. Po propuštění v roce 1942 dokončil studia práv a pracoval ve školství. V roce 1950 byl za údajnou vlastizradu a vyzvědačství opětovně uvězněn. Po osmnácti měsících strávených ve vazbě v Uherském Hradišti, byl Státním soudem v Brně odsouzen k dvanácti letům vězení. Z trestu si odseděl šest a půl roku, které strávil v uranových dolech v Jáchymově. Podmínečného propuštění se dočkal v červenci 1956 a plné rehabilitace až v roce 1990.

## Dílo
Byl uznávaným publicistou, roku 1909 založil vlastní list Moravský venkov. Působil též jako redaktor. Je autorem prací v oboru agronomie, potravinářského průmyslu, školství a ekonomiky.